# Bunomys penitus
Bunomys penitus is een knaagdier uit het geslacht Bunomys dat voorkomt op Celebes. Deze soort heeft een verspreidingsgebied in het midden en zuidoosten van het eiland. Deze soort komt voor in bergregenwouden. B. penitus is het nauwste verwant aan Bunomys andrewsi en Bunomys fratrorum. Het karyotype bedraagt 2n=42, FN=60.
Bunomys andrewsi · Bunomys chrysocomus · Bunomys coelestis · Bunomys fratrorum · Bunomys penitus · Bunomys prolatus